# Orfelia biguttata
Orfelia biguttata är en tvåvingeart som beskrevs av Freeman 1951. Orfelia biguttata ingår i släktet Orfelia och familjen platthornsmyggor. Inga underarter finns listade i Catalogue of Life.